# Charles Chopin
Pour les articles homonymes, voir Chopin (homonymie).
Charles Chopin, né le 25 février 1897 à Hesdigneul-lès-Béthune et décédé le 14 février 1967 à Ramecourt, est un homme politique français.

## Biographie
Négociant en grains de profession, il s'établit à Ramecourt dans les années 1920 et en devient le maire en mars 1939, à la mort de son prédécesseur Lucien Dupire. Pendant la Seconde Guerre Mondiale, il rejoint la Résistance. En 1955, il est élu conseiller général du canton de Saint-Pol-sur-Ternoise, mandat qu'il détient jusqu'en 1967. Il est élu député en 1957 jusqu'en 1962, date à laquelle il est battu par Maurice Delory.

## Détail des fonctions et des mandats
Mandat parlementaire
- 30 novembre 1958 - 9 octobre 1962 : député de la 3e circonscription du Pas-de-Calais

Mandats locaux
- à partir du 2 mars 1939 : maire de Ramecourt
- 1955 - 1967 : conseiller général du canton de Saint-Pol-sur-Ternoise